# Симонато Кордейро, Жулио Сезар
Жулио Сезар Симонато Кордейро (порт. Julio César Simonato Cordeiro; род. 25 июня 1976, Сан-Паулу), более известный как просто Алемао (порт. Alemão — немец) — испанский и бразильский игрок в мини-футбол, защитник. Выступал за сборную Испании по мини-футболу.

## Биография
Алемао начинал карьеру в бразильских клубах, пока не перебрался в испанский «КЛМ Талавера». В нём он играл на протяжении двух сезонов и помог клубу выиграть чемпионат. Затем Алемао ещё три года играл в бразильском первенстве, пока не подписал контракт со свежеиспечённым испанским чемпионом «Плайас де Кастельон». За два года игры в его составе бразилец не выиграл трофеев на внутренней арене, зато добился больших успехов в еврокубках, выиграв два дебютных Кубка УЕФА. Алемао отличился голами в финальных матчах обоих розыгрышей, причём в финале сезона 2002/03 ему удалось сделать дубль.
В 2003 году Алемао перебрался в «Лобелье» и провёл в его составе почти девять лет, за которые помог клубу выиграть кубок и суперкубок Испании. Позже бразилец принял испанское гражданство, и его игра настолько впечатлила тренеров сборной Испании, что он в 34 года дебютировал в национальной сборной. Чуть позже он вошёл в состав на чемпионат Европы по мини-футболу 2012 года, где испанцы выиграли золото. С пятью голевыми передачами Алемао стал лучшим на турнире по этому показателю.
На европейское первенство Алемао отправился уже в качестве игрока московской «Дины». В феврале испанобразилец дебютировал в российском чемпионате. В 2014 году Алемао стал чемпионом России по мини-футболу. В мае 2016 года он объявил о том, что покидает Россию.

## Достижения
- Чемпион Европы: 2012
- Обладатель Кубка УЕФА (2): 2002, 2003
- Чемпион Испании: 1995/96
- Обладатель кубка Испании: 2006
- Обладатель суперкубка Испании: 2010
- Чемпион России: 2014